# Far til fires vilde ferie
Far til fires vilde ferie er en dansk spillefilm fra 2015, der er instrueret af Giacomo Campeotto efter manuskript af Jens Korse.

## Handling
Familiens længe ventede ferie ved Vadehavet bliver truet af, at Far bliver mistænkt for at være indbrudstyv. Familien gør alt for at bevise hans uskyld - men Fars uheldige handlinger får ham til at se mere og mere mistænkelig ud i de lokales øjne. Til sidst må Lille Per selv gøre noget ulovligt for at finde de rigtige tyve. Men det er ved at gå galt og pludselig er hele øen overbevist om, at Far er skyldig og at familien skal væk fra øen. I sidste øjeblik finder Lille Per det afgørende spor i jagten på de rigtige tyve, men selv dér lykkes det ikke. Så hele familien må gå sammen i en vild plan for at sikre, at tyvene ikke slipper væk fra øen.

## Medvirkende
- Jesper Asholt - Far
- Kurt Ravn - Onkel Anders
- Kirsten Lehfeldt - Fru Sejersen
- Sigurd Philip Dalgas - Lille Per
- Emilie Werner Semmelroth - Søs
- Karoline Hamm - Mie
- Rasmus Johnbeck - Ole
- Allan Hyde - Peter
- Joen Højerslev - Eigil
- Joakim Ingversen - Hans
- Søs Egelind - Britt
- Sif Vinholdt Bøgehave - Natalie
- Martin Brygmann - Mogens
- Ingebeth Solveig Drost - Politikvinde
- Thomas Voss - Politimand
- Nima Nabipour  - Politimand
- Sebastian Klein - Mand med stige
- Uffe Kristensen - Traktorfører